# Zelo zahtevna pot
Zelo zahtevna pot je druga najtežja kategorija urejenih oz. označenih slovenskih planinskih poti. Kriterije za kategorizacijo planinskih poti je leta 1986 sprejela PZS oz. njeni Komisija za planinske poti in Komisija GRS. Pregledane in popisane so bile na terenu v letih 1988 do 1990. Kategorizacija je bila dokončno določena leta 1991.
Na 6. seji UO PZS, ki je bila 18. junija 2015, je bil po več kot 10 letih priprav in izvedbe predstavljen in potrjen, Zakonu o planinskih poteh (Uradni list RS, št. 61/2007 skladu z Zakonom o planinskih poteh (Uradni list RS, št. 61/2007) najnovejši kataster planinskih poti. po novem tako velja za zelo zahtevno pot naslednja definicija:
Zelo zahtevna planinska pot je planinska pot, kjer hojo zamenja ali dopolnjuje plezanje in kjer so za premagovanje težko prehodnih delov vgrajene varovalne naprave. Zelo zahtevna planinska pot je tudi vsaka planinska pot, ki je speljana preko posameznih področij s stalnim strjenim snegom ali ledom. Za varnejši vzpon na zelo zahtevni planinski poti potrebuje uporabnik dodatno osebno tehnično opremo, kot so čelada, plezalni pas ter samovarovalni sestav, zaradi morebitnih snežišč na posameznih odsekih pa tudi cepin in dereze.
Pot je primerna za dobro izurjene in fizično pripravljene planince. Pot pogosto preči izpostavljena mesta, zato ni primerna za ljudi z vrtoglavico.
Takšna pot je na smernih tablah označena s trikotnikom, v katerem je klicaj, na planinskih zemljevidih pa pikčasto.